# Dicranomyia karma
Dicranomyia karma là một loài ruồi trong họ Limoniidae. Chúng phân bố ở miền Australasia.